# Sapekhburto K'lubi Dila Gori
La Sapekhburto K'lubi Dila Gori (in georgiano საფეხბურთო კლუბი დილა გორ?), meglio nota come Dila Gori è una società calcistica georgiana con sede nella città di Gori. Milita nella Erovnuli Liga, la massima divisione del campionato georgiano di calcio. Nella sua storia ha vinto un campionato e una coppa nazionale.

## Storia
Il club venne fondato nel 1949, a seguito dello scioglimento di precedenti squadre cittadine. Nel 1966 partecipò per la prima volta al campionato di Klass B, terza serie del campionato sovietico di calcio. Nel 1969 vinse il raggruppamento Transcaucasia della Klass B, che gli consentì di accedere al campionato di Vtoraja Gruppa A per il 1970 in accordo alla nuova organizzazione del campionato sovietico. Per le venti stagioni successive fino al 1989 il Dila Gori mantenne la categoria, raggiungendo il miglior risultato nel 1974 con la partecipazione agli spareggi per la promozione in seconda serie.
Nel 1990 assieme alle altre squadre georgiane ha lasciato il campionato sovietico per partecipare alla prima edizione della Umaglesi Liga, massima serie del campionato georgiano di calcio. Per tutti gli anni novanta il Dila Gori partecipò all'Umaglesi Liga rimanendo in posizioni di metà classifica. Al termine della stagione 2000-2001 il Dila Gori venne ammesso allo spareggio promozione/retrocessione contro il Samgurali Ts'q'alt'ubo, perdendo e venendo retrocesso in Pirveli Liga per la prima volta.
Rimase in Pirveli Liga una sola stagione per essere prontamente promosso in Umaglesi Liga. Nel 2008 iniziò per il Dila Gori il periodo peggiore: concluse il campionato all'ultimo posto retrocedendo in Pirveli Liga, per poi essere nuovamente retrocesso l'anno dopo in Meore Liga, la terza serie nazionale. Nel biennio 2010-2011 conquistò due promozioni consecutivi e ritornò in massima serie per la stagione 2011-2012. Il ritornò in massima serie portò un quinto posto finale e la conquista del primo trofeo nella storia del club, la coppa nazionale, vinta in finale sul Zest'aponi, vincitore del campionato.
Grazie a questo successo partecipò alla UEFA Europa League per l'edizione 2012-2013, riuscendo a raggiungere la fase play-off e mancando l'accesso alla fase a gironi, venendo eliminato dai portoghesi del Marítimo. Al termine della stagione 2012-2013 il Dila Gori ottenne un altro ottimo risultato con il secondo posto finale in campionato e l'accesso alla UEFA Europa League 2013-2014, in cui raggiunse lo stesso risultato dell'anno precedente con la fase play-off e l'eliminazione patita, questa volta, per opera degli austriaci del Rapid Vienna. Nella Umaglesi Liga 2014-2015 il Dila Gori raggiunse il suo miglior risultato con la vittoria finale del campionato, distanziando di sei punti sia la Dinamo Batumi sia la Dinamo Tbilisi. La successiva partecipazione alla UEFA Champions League per l'edizione 2015-2016 si concluse subito al secondo turno preliminare con la doppia sconfitta ad opera dei serbi del Partizan.

## Palmarès

### Competizioni nazionali
- Campionato georgiano: 1

2014-2015
- Coppa di Georgia: 1

2011-2012

### Altri piazzamenti
- Campionato georgiano:

Secondo posto: 2012-2013
Terzo posto: 2020, 2021, 2022, 2024
- Coppa di Georgia:

Semifinalista: 1997-1998, 2003-2004, 2013-2014
- Supercoppa di Georgia:

Finalista: 2012, 2015
Semifinalista: 2023
- Erovnuli Liga 2:

Secondo posto: 2001-2002
Terzo posto: 2010-2011

## Statistiche

### Partecipazioni alle competizioni UEFA
| Stagione  | Torneo                        | Turno                     | Club                | Andata | Ritorno   | Totale        |
| --------- | ----------------------------- | ------------------------- | ------------------- | ------ | --------- | ------------- |
| 2004      | Coppa Intertoto               | Primo turno               | Marek Dupnica       | 0-0    | 0-2       | 0-2           |
| 2012-2013 | UEFA Europa League            | Secondo turno preliminare | Aarhus              | 2-1    | 3-1       | 5-2           |
| 2012-2013 | UEFA Europa League            | Terzo turno preliminare   | Anorthōsis          | 0-1    | 3-0       | 3-1           |
| 2012-2013 | UEFA Europa League            | Play-off                  | Marítimo            | 0-1    | 0-2       | 0-3           |
| 2013-2014 | UEFA Europa League            | Secondo turno preliminare | Aalborg             | 3-0    | 0-0       | 3-0           |
| 2013-2014 | UEFA Europa League            | Terzo turno preliminare   | Hajduk Spalato      | 1-0    | 1-0       | 2-0           |
| 2013-2014 | UEFA Europa League            | Play-off                  | Rapid Vienna        | 0-1    | 0-3       | 0-4           |
| 2015-2016 | UEFA Champions League         | Secondo turno preliminare | Partizan            | 0-1    | 0-2       | 0-3           |
| 2016-2017 | UEFA Europa League            | Primo turno preliminare   | Širak               | 1-0    | 0-1 (dts) | 1-1 (1-4 dtr) |
| 2021-2022 | UEFA Europa Conference League | Primo turno preliminare   | Žilina              | 2-1    | 1-5       | 3-6           |
| 2022-2023 | UEFA Europa Conference League | Primo turno preliminare   | KuPS                | 0-0    | 0-2       | 0-2           |
| 2023-2024 | UEFA Europa Conference League | Primo turno preliminare   | DAC Dunajská Streda | 2-0    | 1-2       | 3-2           |
| 2023-2024 | UEFA Europa Conference League | Secondo turno preliminare | Vorskla             | 3-1    | 1-2       | 4-3           |
| 2023-2024 | UEFA Europa Conference League | Terzo turno preliminare   | APOEL               | 0-2    | 0-1       | 0-3           |
| 2024-2025 | UEFA Conference League        | Primo turno preliminare   | RU Luxembourg       | 1-0    | 2-1       | 3-1           |
| 2024-2025 | UEFA Conference League        | Secondo turno preliminare | Riga FC             |        |           | '             |

## Organico

### Rosa 2021
| N. |                    | Ruolo | Calciatore            |
| -- | ------------------ | ----- | --------------------- |
| 2  | Georgia (bandiera) | D     | Revaz Chiteishvili    |
| 3  | Georgia (bandiera) | D     | Andro Nemsadze        |
| 4  | Georgia (bandiera) | D     | Anri Chichinadze      |
| 6  | Georgia (bandiera) | C     | Tsotne Mosiashvili    |
| 7  | Georgia (bandiera) | C     | Paata Gudushauri      |
| 8  | Georgia (bandiera) | D     | Davit Maisashvili     |
| 9  | Georgia (bandiera) | A     | Tornike Kapanadze     |
| 10 | Togo (bandiera)    | C     | Didier Kougbenya      |
| 11 | Georgia (bandiera) | A     | Irak'li Bughridze     |
| 12 | Kenya (bandiera)   | C     | Amos Nondi            |
| 13 | Georgia (bandiera) | A     | Nugzar Spanderashvili |

| N. |                           | Ruolo | Calciatore            |
| -- | ------------------------- | ----- | --------------------- |
| 14 | Brasile (bandiera)        | D     | Alef Santos           |
| 20 | Georgia (bandiera)        | C     | Nika Gagnidze         |
| 23 | Ruanda (bandiera)         | D     | Thierry Manzi         |
| 24 | Georgia (bandiera)        | D     | Irakli Bidzinashvili  |
| 25 | Brasile (bandiera)        | D     | Wanderson             |
| 28 | Guinea (bandiera)         | A     | Ousmane Camara        |
| 29 | Georgia (bandiera)        | P     | Luk'a Gugeshashvili   |
| 30 | Georgia (bandiera)        | P     | Mikheil Mujrishvili   |
| 33 | Rep. del Congo (bandiera) | D     | Ramaric Etou          |
| 39 | Georgia (bandiera)        | C     | Giorgi Alimbarashvili |
| 40 | Malawi (bandiera)         | C     | Francisco Madinga     |

### Rosa 2019
| N. |                       | Ruolo | Calciatore              |
| -- | --------------------- | ----- | ----------------------- |
| 1  | Georgia (bandiera)    | P     | Lasha-Giorgi Titvinidze |
| 2  | Georgia (bandiera)    | D     | Guram Giorbelidze       |
| 3  | Georgia (bandiera)    | D     | Bakar Mirtskhulava      |
| 4  | Georgia (bandiera)    | D     | Gia Chaduneli           |
| 6  | Kenya (bandiera)      | C     | Amos Nondi              |
| 7  | Georgia (bandiera)    | C     | Luka Razmadze           |
| 9  | Capo Verde (bandiera) | C     | Alvin Fortes            |
| 10 | Georgia (bandiera)    | C     | Giorgi K'utsia          |
| 11 | Georgia (bandiera)    | C     | Levan Nonikashvili      |
| 13 | Georgia (bandiera)    | A     | Nugzar Spanderashvili   |
| 17 | Georgia (bandiera)    | C     | Zaur Kereleishvili      |

| N. |                    | Ruolo | Calciatore             |
| -- | ------------------ | ----- | ---------------------- |
| 19 | Nigeria (bandiera) | A     | Jacob Njoku            |
| 20 | Georgia (bandiera) | C     | Nika Gagnidze          |
| 21 | Georgia (bandiera) | P     | Giorgi Begashvili      |
| 23 | Ghana (bandiera)   | C     | Issifu Lamptey         |
| 25 | Georgia (bandiera) | A     | Guram Goshteliani      |
| 27 | Georgia (bandiera) | D     | Goderdzi Machaidze     |
| 29 | Georgia (bandiera) | P     | Luk'a Gugeshashvili    |
| 31 | Brasile (bandiera) | D     | Eriks Santos           |
| 33 | Georgia (bandiera) | D     | Tornik'e Grigalashvili |
| 37 | Brasile (bandiera) | A     | Felipe Paim            |
| 99 | Georgia (bandiera) | D     | Guram Giorbelidze      |